# Decussoloculina
Decussoloculina es un género de foraminífero bentónico considerado un sinónimo posterior de Massilina de la subfamilia Hauerininae, de la familia Hauerinidae, de la superfamilia Milioloidea, del suborden Miliolina y del orden Miliolida. Su especie tipo era Decussoloculina mirceai. Su rango cronoestratigráfico abarcaba el Cretácico inferior.

## Clasificación
Decussoloculina incluía a las siguientes especies:
- Decussoloculina barbui †
- Decussoloculina granumlentis †
- Decussoloculina mirceai †